# 北約總部
北約總部是北大西洋公约组织（北約 / NATO）的政治和行政中心，其在組織創立後先後設在倫敦與巴黎，之後才在1967年定在布魯塞爾至今。更具體地說，現今的總部建築坐落於布魯塞爾市哈倫片區的利奧波德三世大道（ / ）上。
總部的工作人員由北約成員國的國家代表團組成，包括盟國的文職/軍事聯絡處的官員或外交使團和外交官，以及來自北約的國際參謀人員（IS）、國際軍事參謀人員（IMS）和成員國武裝部隊的現役軍人。

## 歷史

### 1949年–1952年：初設倫敦

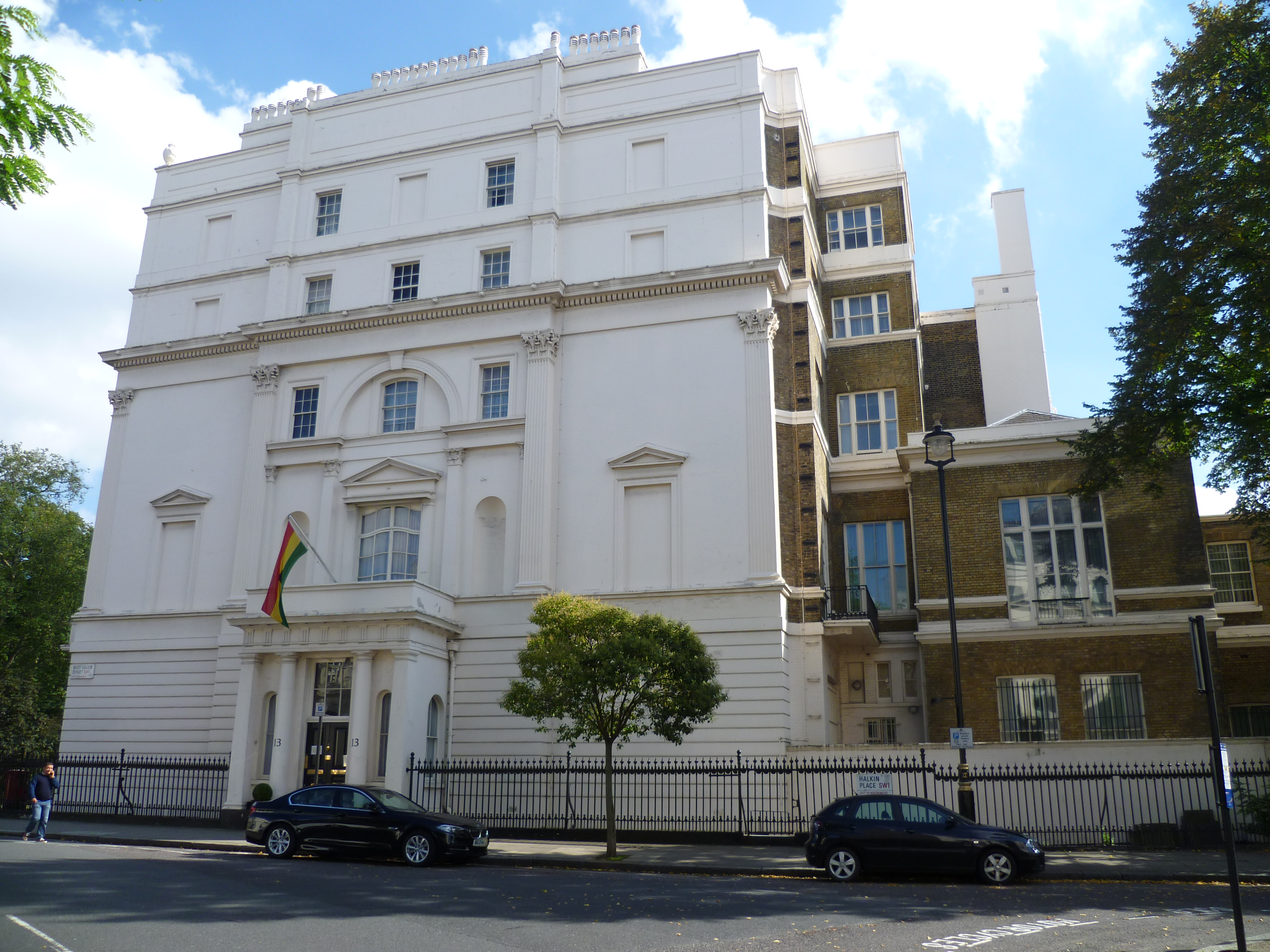
倫敦貝爾格萊夫廣場13號, 1949年至1952年北約總部的所在地。

倫敦是北約於1949年建立之後第一個選定的總部所在地。其坐落在該城市貝爾格萊維亞區貝爾格萊夫廣場（Belgrave Square）13號，是一棟由建築師湯瑪斯·邱比特設計的19世紀豪宅，如今此處被用作迦納高級專員公署的所在地。

### 1952年–1967年：遷至巴黎

#### 1952年–1959年：臨時建築
1950年9月15日，北大西洋理事会在紐約市召開會議，會尚在考量了地理位置和通信方法後，決定將北約總部遷到巴黎。此決議於1952年4月1日正式生效，恰逢北約成立三週年。由於尚未有永久建築可作為總部用地，因此北約沿著巴黎特羅卡德羅夏樂宮的長形觀賞池修建了臨時建築來做為總部所在地。

#### 1959年–1967年：永久建築

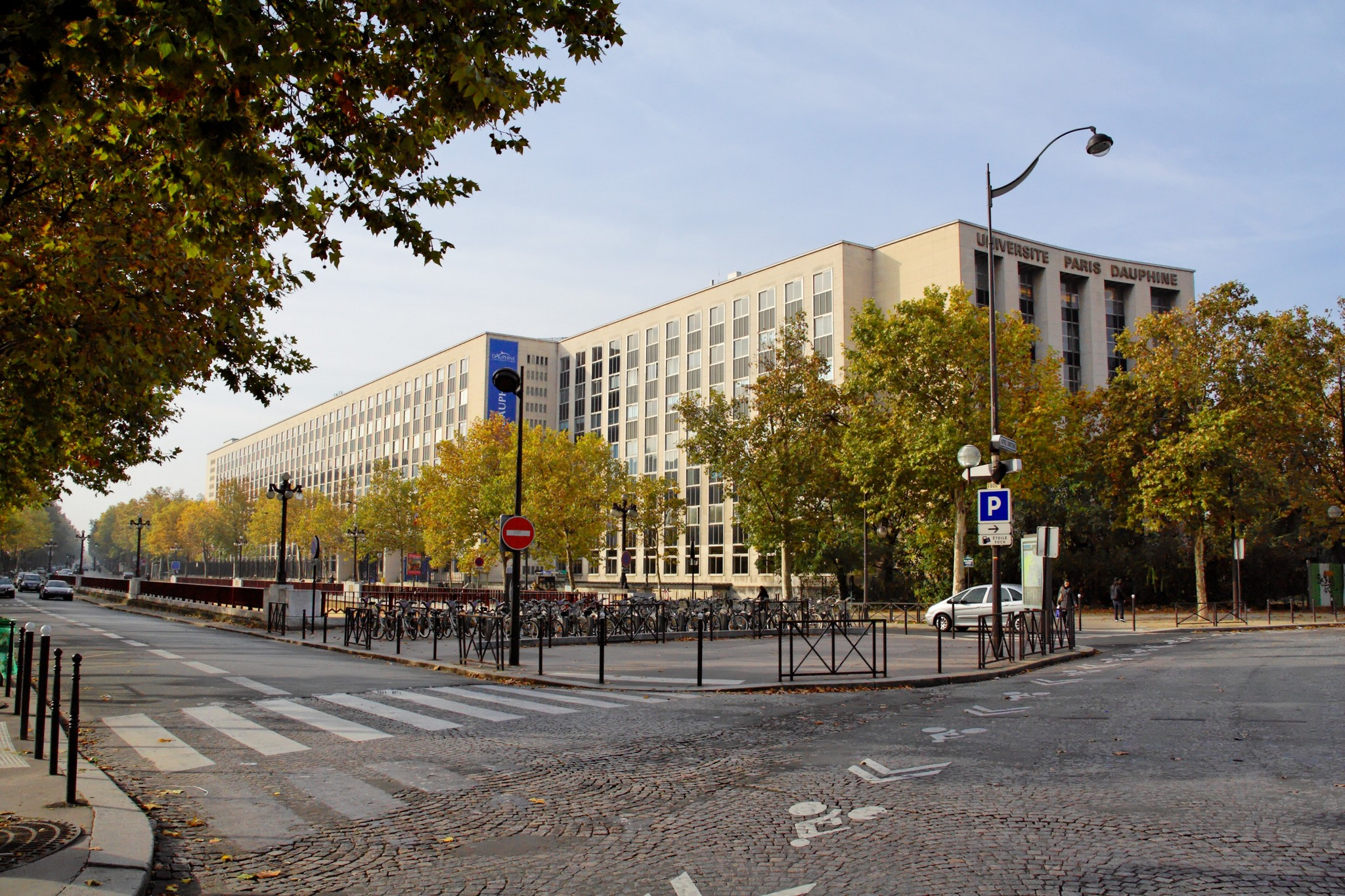
巴黎太子妃門的北約宮，1959年至1967年北約總部的所在地。

1954年4月，法國捐贈了一處位於巴黎十六区太子妃門、緊鄰環城大道和布洛涅林苑的土地為北約所用。新北約總部太子妃宮（Palais Dauphine）、別稱「北約宮」（Palais de l'OTAN）的建築工程於1955年開工，由曾參與過夏樂宮設計工作的雅克·卡魯設計，該建築採A字形設計，用以代表「聯盟」或「盟友」。北約宮於1957年完工，總部則於1959年正式搬遷至此。如今此地被用作巴黎第九大学的主校區。

### 1967至今：定於布魯塞爾

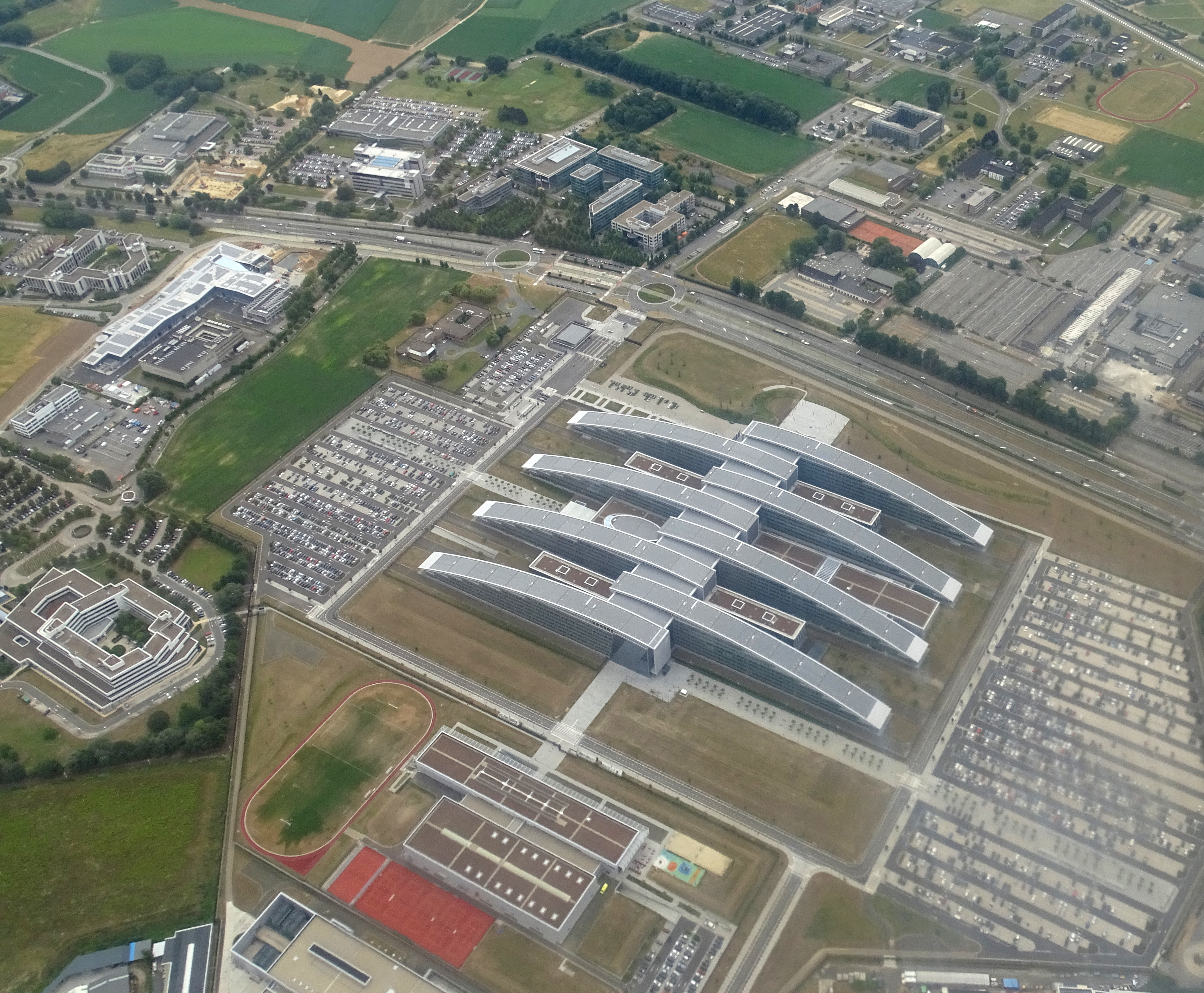
位於布魯塞爾的北約總部（2017年啟用）。舊總部（自1967年使用自2017年）就在一街之隔。

#### 1967年–2017年：舊建築
1966年法國決定退出北約軍事指揮結構後，北約再次被迫搬遷總部，並於同年12月決定在布魯塞爾成立新總部。臨時總部建築原本計畫要建在拉肯片區的海瑟爾高地上，但最後改建在布魯塞爾東北部哈倫片區的利奧波德三世大道上。經過國際招標後，北約於1967年3月委託兩家比利時、德國和荷蘭合資企業建造新總部，並於29周後完成。這個由比利時聯邦政府持有並象徵性租給北約的總部建築於1967年10月16日落成啟用。

#### 2017年至今：新建築
舊總部建築因為當初的趕工建造而出現諸多問題，於是在1999年華盛頓峰會上，各盟國國家元首和政府首長決定建造符合21世紀所需的新總部。其位置隨後定在哈倫6號機場舊航廈的原址上，即舊總部的對面。
耗資7.5億歐元的新總部大樓於2010年至2016年夏季期間建成，並於2017年5月25日在所有成員國國家元首出席下舉行了落成典禮。在典禮上，北約秘書長延斯·史托騰伯格與時任美國總統唐納·川普發表演說，其中川普斥責許多成員國都沒有達到GDP2%的國防開支目標。新總部的總成本為約11億歐元或12.3億美元。
新總部建築工程由喬·帕爾馬主導，並由SOM建築設計事務所在內的國際設計團設計。設計和施工都是在比利時陸軍工程師克里斯蒂安·拉諾特（Christian LaNotte）上校領導的比利時國防部專案管理團隊的主持下完成的。專案融資和需求定義以及設計和施工階段由北約總部專案辦公室負責監督，其中設計階段由美國退休海軍土木工程部隊上校唐納·哈欽斯（Donald Hutchins）負責，而施工階段則由英國陸軍工程師安東尼·卡魯斯（Anthony Carruth）准將負責。

## 總部現況
現在的北約總部坐落於布魯塞爾市哈倫片區利奧波德三世大道上，佔地25萬平方公尺（約270萬平方英尺），是三千八百名國際員工的辦公室和住所。總部前的利奧波德三世大道是布魯塞爾市的主要幹道A201高速公路的一部分，連接著市中心與其國際機場，其中機場與總部之間的距離僅約1公里多（0.62英里）而已。總部可透過搭乘STIB/MIVB的12、21、65號公車或德莱恩的62號公車抵達。另外總部與位在蒙斯的欧洲盟军最高司令部距離80公里（50英里），該地現為北約盟軍作戰司令部（Allied Command Operations，ACO）的總部。
總部的工作人員由北約成員國的國家代表團組成，包括盟國的文職/軍事聯絡處的官員或外交使團和外交官，以及來自北約的國際參謀人員（IS）、國際軍事參謀人員（IMS）和成員國武裝部隊的現役軍人。

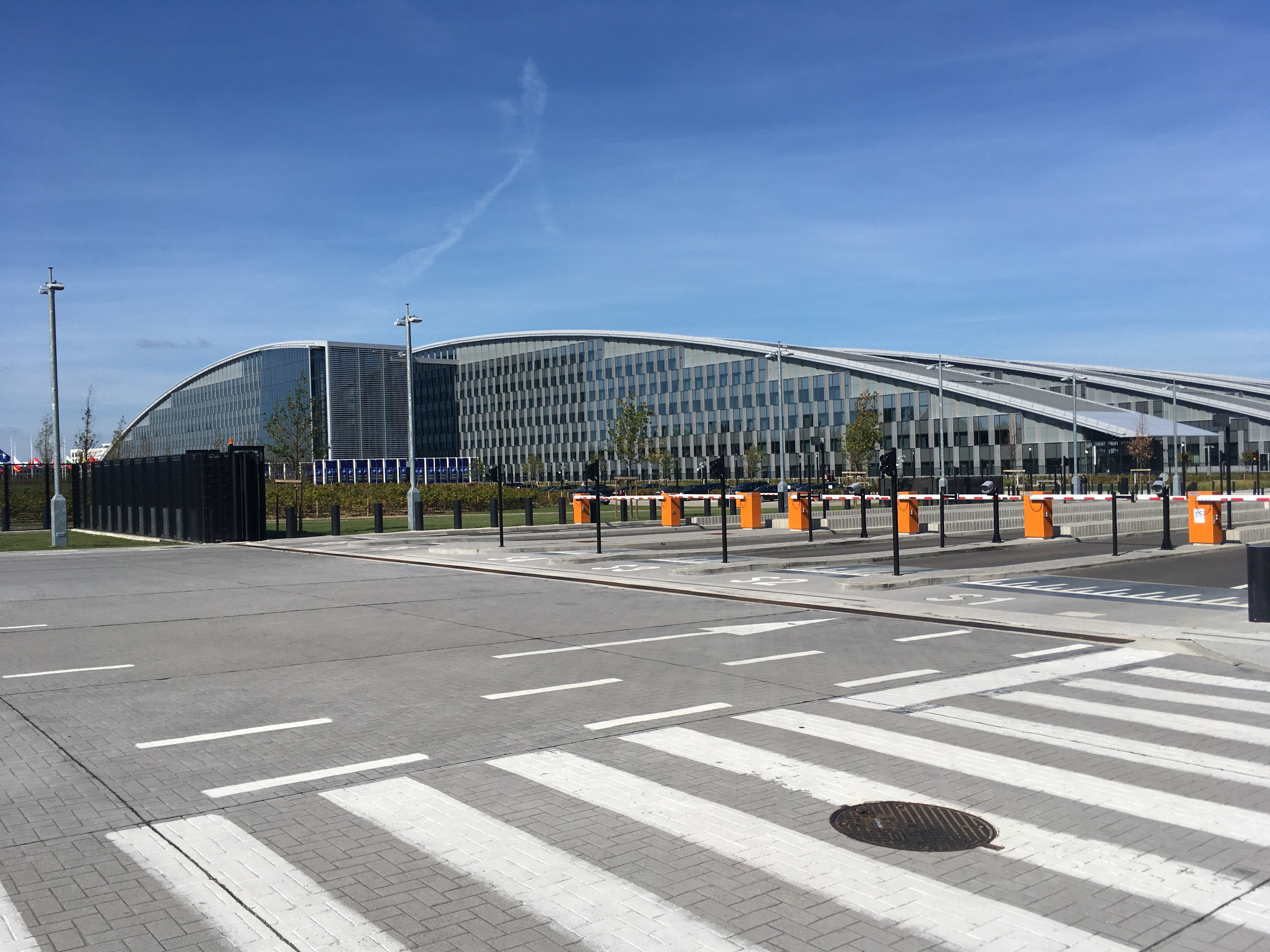
從利奧波德三世大道上看到的總部外部
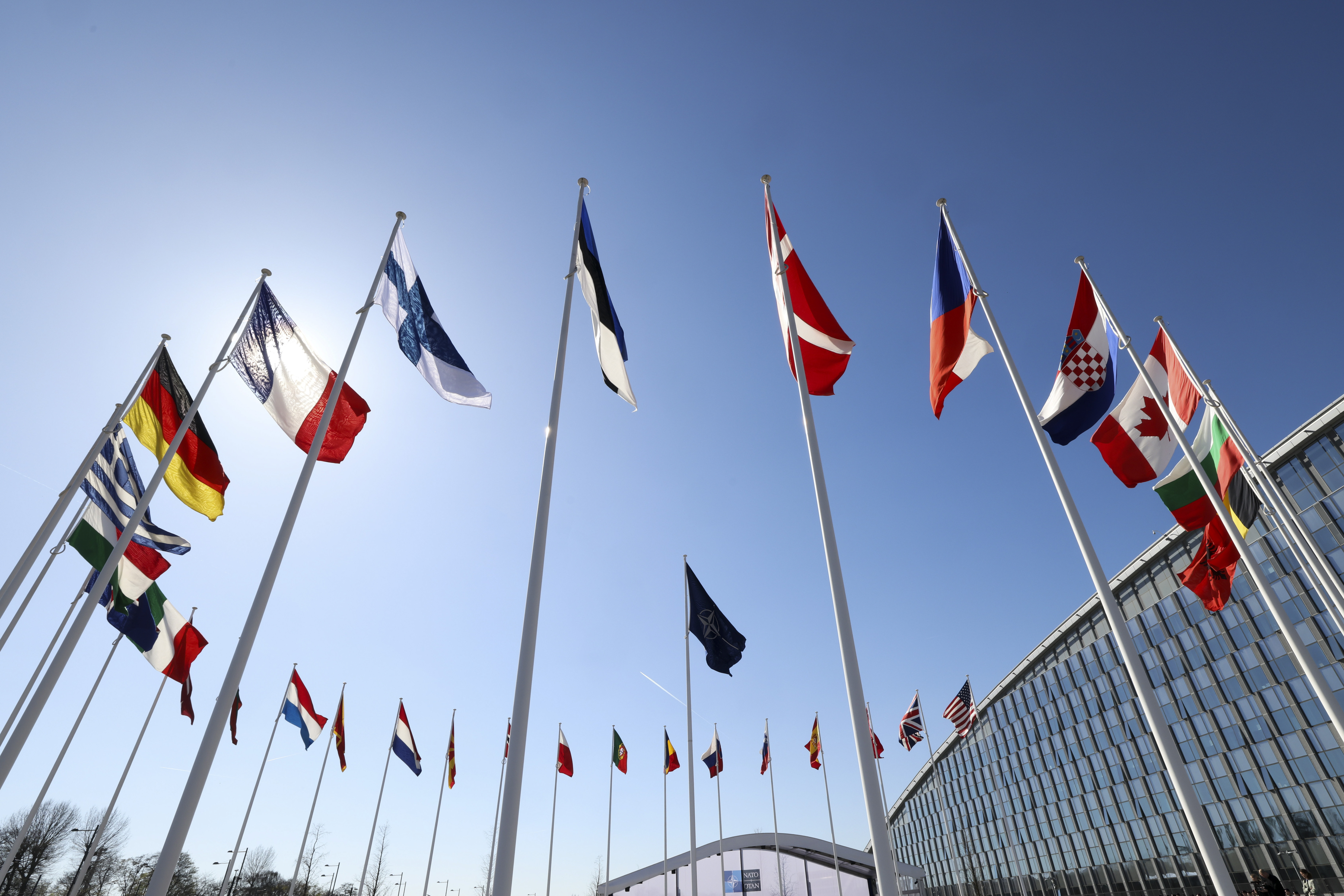
北約成員國的國旗在入口處飄揚
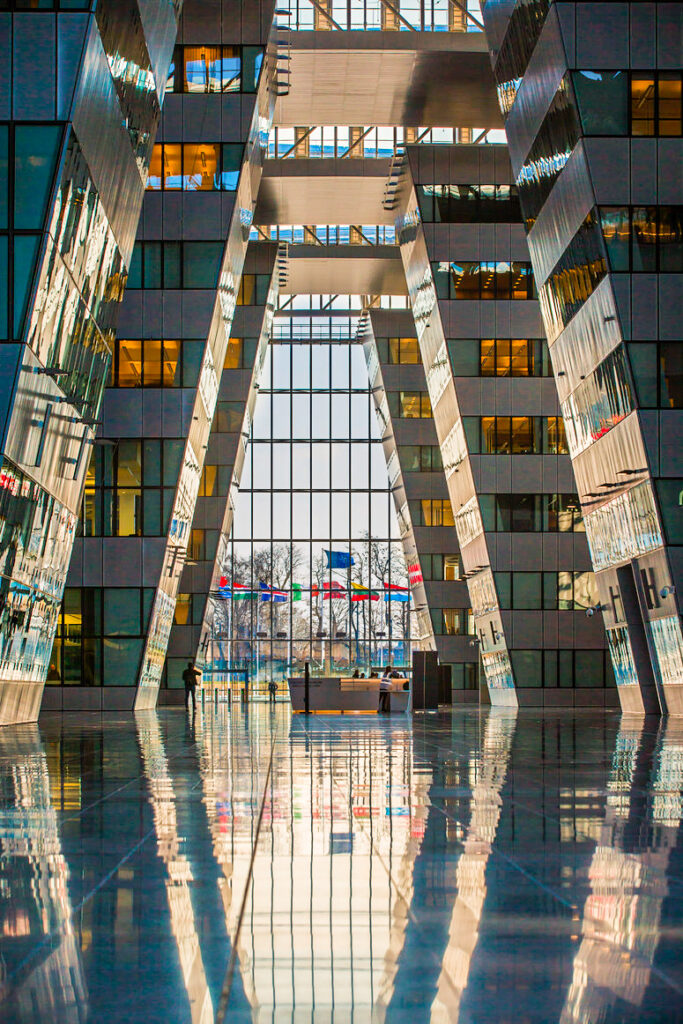
總部大廳
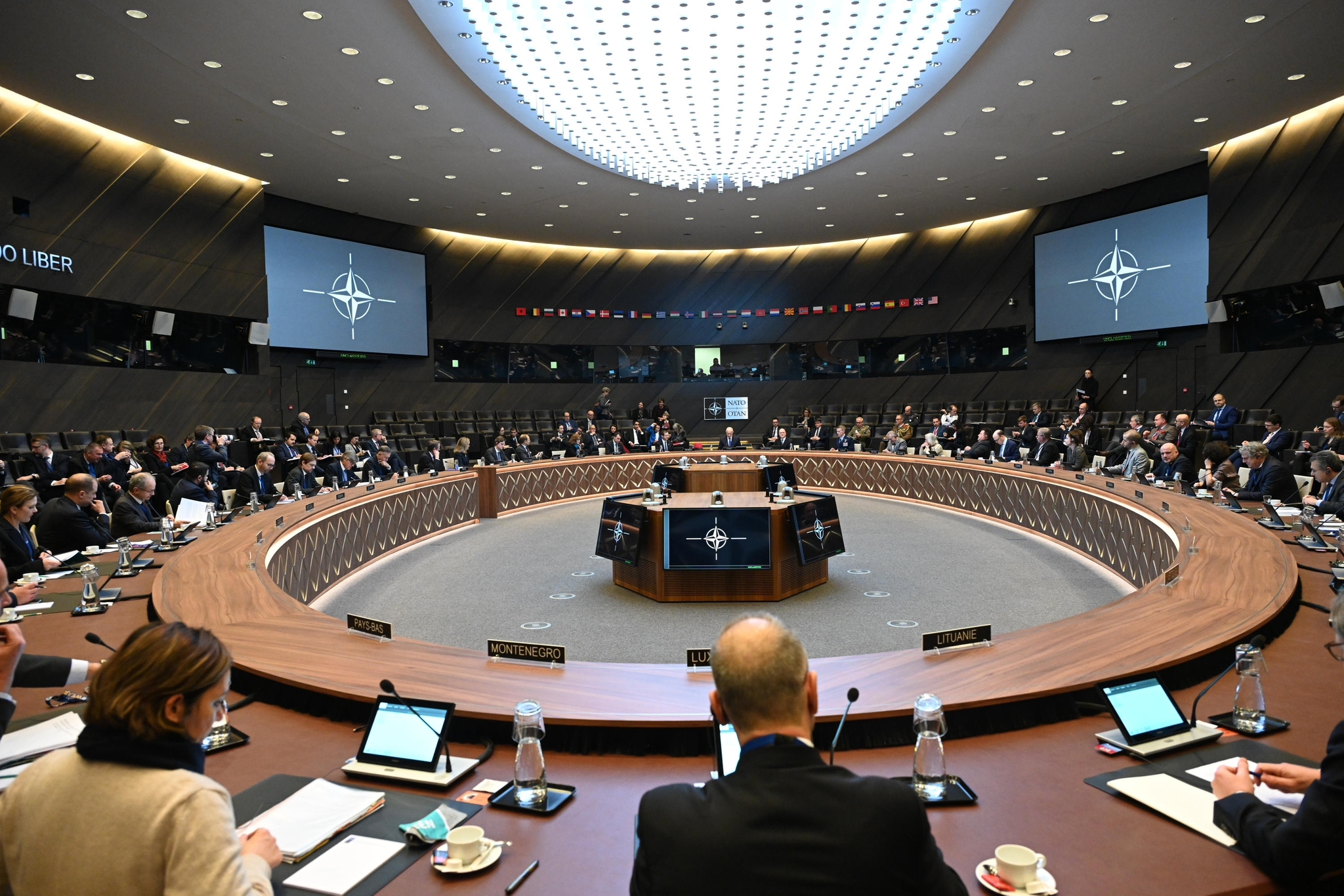
會議廳

## 另見
- 在總部前廣場矗立的北約之星（英语：NATO Star）雕塑
- 位於比利時蒙斯的欧洲盟军最高司令部
- 位於美國維吉尼亞州諾福克的盟軍轉型司令部（英语：Allied Command Transformation）和諾福克聯合部隊司令部（英语：Joint Force Command Norfolk）